# Landgraaf
Landgraaf es un municipio en el sureste de Limburgo, en los Países Bajos.

## Centros de población
- Nieuwenhagen
- Schaesberg
- Ubach sobre Worms

## Cultura y deporte

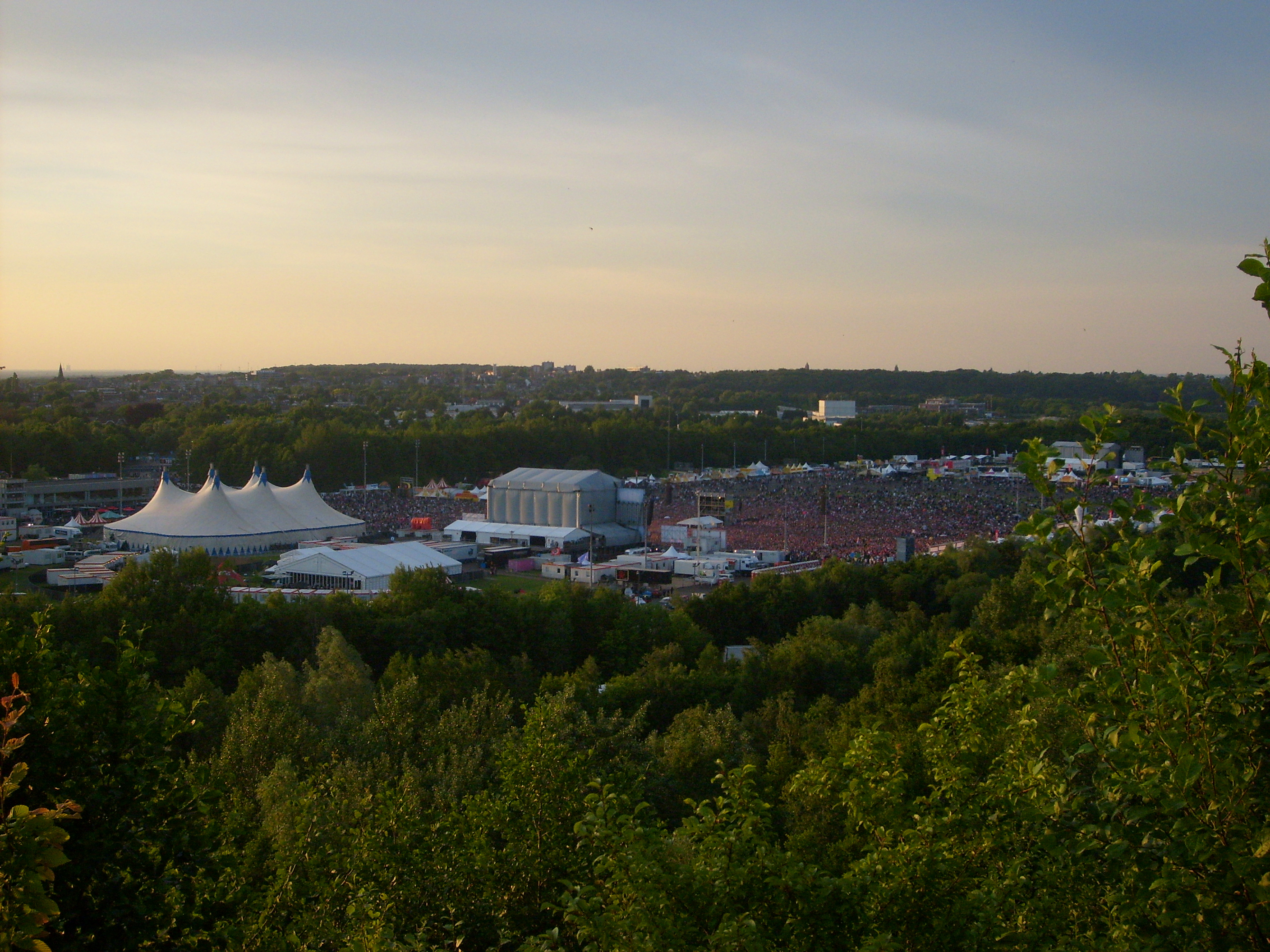
Festival Pinkpop

Anualmente, durante el fin de semana de Pentecostés, se celebra en Schaesberg, dentro de la ciudad de Landgraaf, un festival de música pop llamado Pinkpop . 
Landgraaf alberga también la mayor pista de esquí de Europa, llamada Snow World.
- Datos: Q9795
- Multimedia: Landgraaf / Q9795